# So Deluxe, So Glorious
So Deluxe, So Glorious ist das dritte Mixtape des Hamburger Rappers Samy Deluxe. Es wurde am 7. Oktober 2005 über sein Label Deluxe Records als Standard- und Special-Edition veröffentlicht.

## Produktion
Samy Deluxe selbst produzierte fünf Lieder des Mixtapes, während je zwei Beats von den Musikproduzenten Tropf und Rob Easy stammen. Weitere Instrumentals wurden von DJ Dynamite, Monroe, Howie Like It, Tai Jason, PhreQuincy und Baby Dooks beigesteuert. Zudem wurden die Bonussongs der Special-Edition von Def Stef, Monroe, David Banner sowie Cool & Dre produziert.

## Covergestaltung
Das Albumcover zeigt Samy Deluxe, der eine graue Mütze trägt und den Betrachter ansieht, wobei er mit Daumen und Zeigefinger einen Kreis um sein Auge formt. Rechts im Bild stehen die weißen bzw. grauen Schriftzüge Hamburgs Finest, Samy Deluxe, Exclusive Mixtape und So Deluxe So Glorious. Darunter befindet sich ein weißer Kreis mit dem Schriftzug Volume 4, was für das insgesamt vierte Mixtape steht, das über Deluxe Records erschien. Der Hintergrund ist schwarz und rot gehalten.

## Gastbeiträge
Auf sieben bzw. acht Liedern des Mixtapes sind neben Samy Deluxe andere Künstler vertreten. So ist der US-amerikanische Rapper DMX am Song Whut Whut (RMX) beteiligt, während der deutsche Sänger J-Luv auf So Glorious zu hören ist. Der Track Sam und Bo, N.E.O. ist eine Kollaboration mit den deutschen Rappern Das Bo und Neo, und bei HF Anthem hat Dashenn einen Gastauftritt. Außerdem arbeitet Samy Deluxe auf Lang is her mit dem deutschen Rapper Jan Delay, der hierbei unter seinem Pseudonym Eizi Eiz auftritt, zusammen, während er auf Star von dem Rapper Illo unterstützt wird. Des Weiteren hat Eddy Soulo einen Gastbeitrag auf dem Song Ganz genau und ist neben dem US-amerikanischen Rapper David Banner auch am Bonustrack Ain’t Got Nothing beteiligt.

## Titelliste
| #  | Titel                       | Gastmusiker | Produzent     | Länge |
| -- | --------------------------- | ----------- | ------------- | ----- |
| 1  | Intro                       |             | Tropf         | 2:31  |
| 2  | Can’t Stop Me               |             | DJ Dynamite   | 3:59  |
| 3  | Schön das ich wieder da bin |             | Samy Deluxe   | 3:55  |
| 4  | Geniess die Show            |             | Rob Easy      | 2:25  |
| 5  | Whut Whut (RMX)             | DMX         | Baby Dooks    | 3:06  |
| 6  | Ganz genau                  | Eddy Soulo  | PhreQuincy    | 4:01  |
| 7  | Blinded                     |             | Tai Jason     | 3:05  |
| 8  | HF Anthem                   | Dashenn     | Samy Deluxe   | 2:33  |
| 9  | Sam und Bo, N.E.O.          | Das Bo, Neo | Samy Deluxe   | 4:07  |
| 10 | So Glorious                 | J-Luv       | Rob Easy      | 3:18  |
| 11 | Lang is her                 | Eizi Eiz    | Monroe        | 3:32  |
| 12 | V.I.P.                      |             | Howie Like It | 2:51  |
| 13 | Auf’m Weg                   |             | Tropf         | 3:03  |
| 14 | Star                        | Illo        | Samy Deluxe   | 3:50  |
| 15 | Unsere Etage                |             | Samy Deluxe   | 2:54  |

Bonussongs der Special-Edition:
| #  | Titel                         | Gastmusiker              | Produzent    | Länge |
| -- | ----------------------------- | ------------------------ | ------------ | ----- |
| 16 | Unterwegs                     |                          | Def Stef     | 2:39  |
| 17 | Hamburg RMX                   |                          | Monroe       | 3:44  |
| 18 | Ain’t Got Nothing             | David Banner, Eddy Soulo | David Banner | 3:54  |
| 19 | Hamburg Anthem (Hidden Track) |                          | Cool & Dre   | 3:38  |
| 20 | Untitled (Hidden Track)       |                          |              | 3:18  |

## Chartplatzierungen
So Deluxe, So Glorious stieg am 24. Oktober 2005 auf Platz 88 in die deutschen Albumcharts ein und verließ die Top 100 in der folgenden Woche wieder. In Österreich und der Schweiz konnte es sich nicht in den Charts platzieren.

## Rezeption
| Professionelle Bewertungen | Professionelle Bewertungen |
| -------------------------- | -------------------------- |
| Kritiken                   |                            |
| Quelle                     | Bewertung                  |
| rap4fame.de                | [ 4 ]                      |

Auf der Internetseite rap4fame.de wurde So Deluxe, So Glorious mit vier von möglichen fünf Kronen bewertet. Samy Deluxe rappe durchgehend auf hohem Niveau und mit „witzigen Lines“. Auf dem Mixtape seien „eigentlich keine Durchhänger zu finden“, die Gastmusiker würden „gut mithalten“ und auch die Beats seien „größtenteils erste Güte“.